# Universitat Martí Luter de Halle-Wittenberg

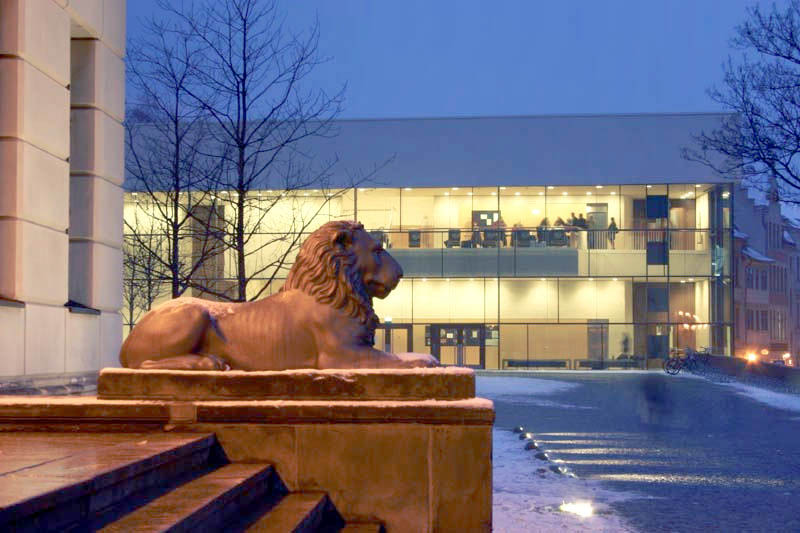
Löwengebäude, Universitätsplatz Halle

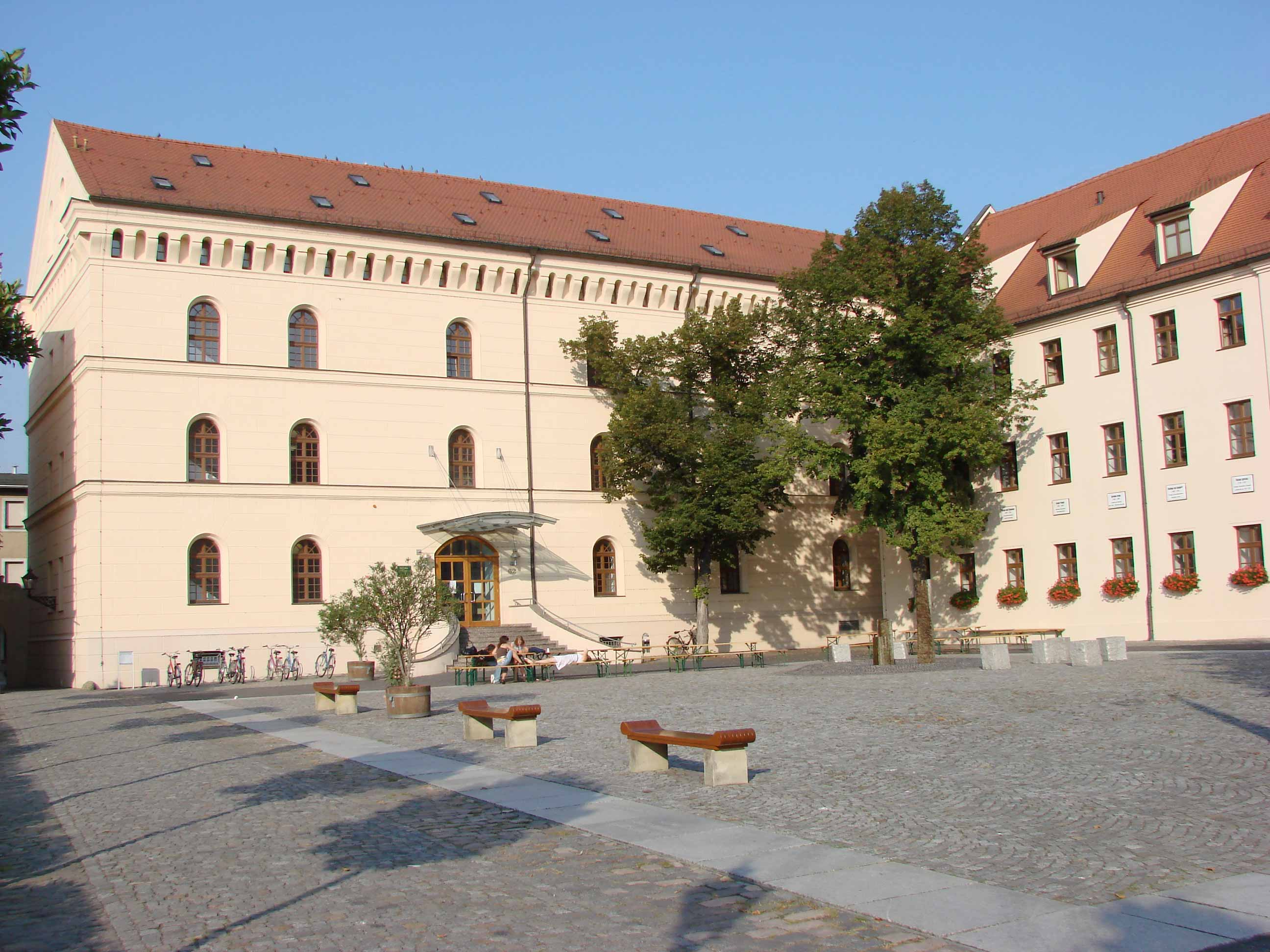
Fundació Leucorea, Wittenberg

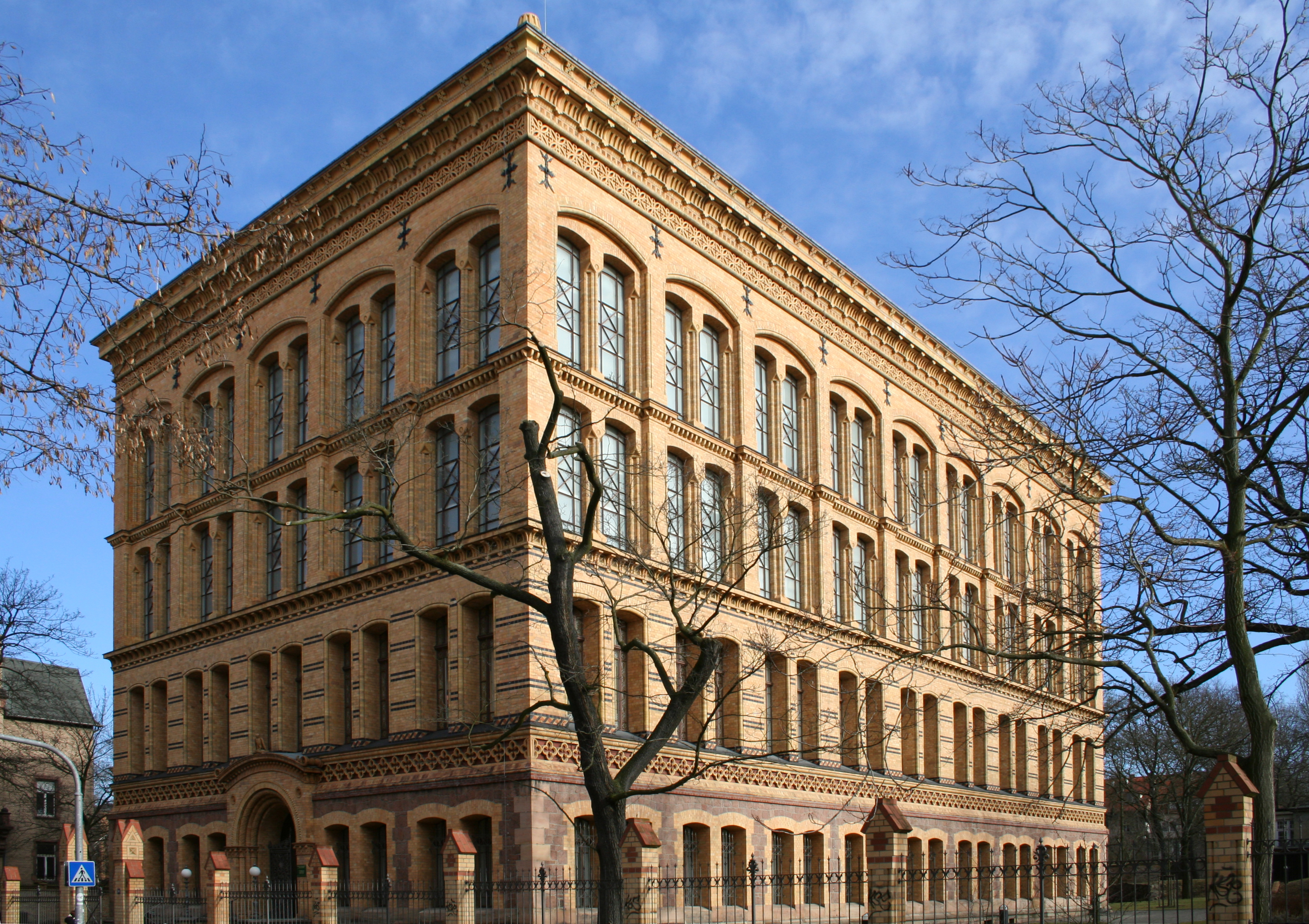
Biblioteca central i Biblioteca del Land Saxònia-Anhalt

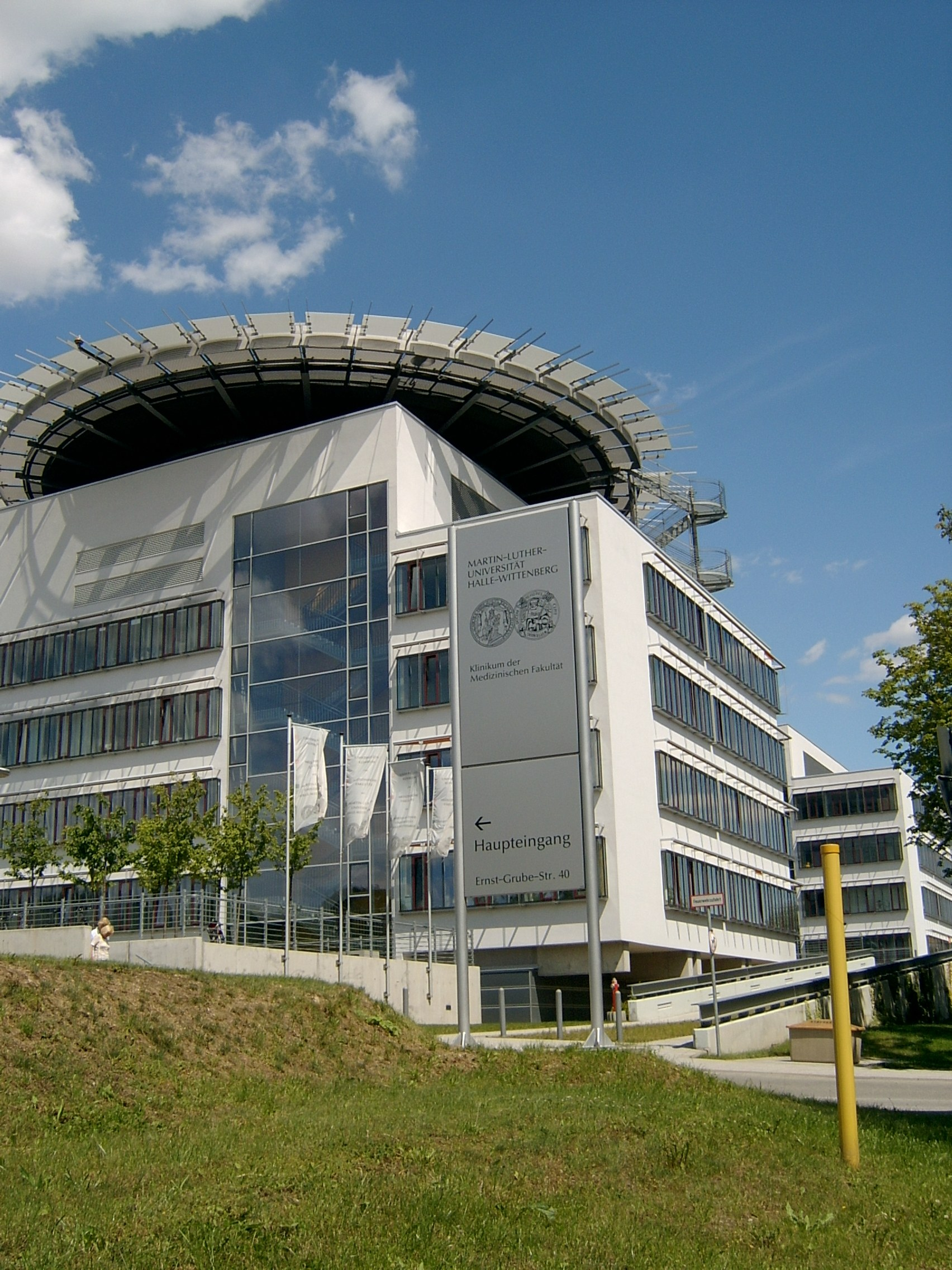
Hospital universitari, Halle-Kröllwitz

La Universitat Martí Luter de Halle-Wittenberg (en alemany Martin-Luther-Universität Halle-Wittenberg), amb la sigla MLU, és una universitat pública orientada a la recerca pertanyent a les ciutats de Wittenberg i Halle (Saale). La universitat va ser creada el 1817 a través de la fusió de la Universitat de Wittenberg (fundada el 1502) i la Universitat de Halle (fundada el 1694). Aquesta universitat rep el nom del reformador protestant Martí Luter, que va ser professor a Wittenberg. Actualment la universitat està ubicada a Halle, mentre que la Fundació Leucorea  a Wittenberg fa de centre de convencions de la MLU (i d'hotel) pels seminaris.

## Història
La universitat de Wittenberg va ser fundada el 1502 per l'elector de Saxònia Frederic III, conegut com a Frederic el savi. Sota la influència de Philipp Melanchthon, fonamentant-se en els treballs de Martí Luter, la universitat va esdevenir el centre de la Reforma Protestant. La universitat de Halle va ser fundada per Frederick III, elector de Branderburg, qui esdevingué Frederic I de Prússia, el 1701. Halle subseqüentment esdevingué el centre del Pietisme dins de Prússia. As segles XVII i XVIII les universitats passaren a ser el centre de la Il·lustració alemanya influenciant a Immanuel Kant i Christian Thomasius entre d'altres.

## Facultats[2]
- Facultat de Teologia
- Facultat de Dret i Economia
- Facultat de Mecidina i Hospital universitari
- Facultat de Filosofia I
  - Institut de les Ciències de l'edat antiga
  - Institut d'Història
  - Institut d'Història de l'art i de l'Arqueologia europea
  - Institut d'Etnologia i Filosofia
  - Institut d'Estudis orientals
  - Institut de Ciències polítiques i d'Estudis japonesos
  - Institut de Psicologia
  - Institut de Sociologia
- Facultat de Filosofia II
  - Institut de la Filologia anglesa i nord-americana
  - Institut de Germanística
  - Institut de Mitjans i Comunicació; de l'Esport
  - Institut de Mùsica
  - Institut de Llengües romàniques (llengües, cultures i països)
  - Institut d'Estudis eslaus, de la Ciència de parla i de la Fonètica
- Facultat de Filosofia III
  - Pedagogia
- Facultat de les Ciències naturals I
  - Institut de Bioquímica i Biotecnologia
  - Institut de Biologia (amb Jardí botànic)
  - Institut de Farmacotècnia
- Facultat de les ciències naturals II
  - Institut de Física
  - Institut de Química
  - Institut de Matemàtiques
- Facultat de les Ciències naturals III
  - Institut d'Agronomia i Ciència dels aliments
  - Institut de Geociències i geografia (amb Jardí geològic)
  - Institut d'Informàtica
- Centre d'Enginyeria

## Professors d'universitat destacats(selecció)
- Christian Thomasius (1655-1728), filòsof, jurisconsult i cofundador de la Universitat de Halle.
- Friedrich Hoffmann (1660-1742), metge i químic.
- August Hermann Francke (1663-1727), teòleg, pedagog i fundador de les Franckesche Stiftungen (Fundació de Francke) a Halle.
- Christian Wolff (1679-1754), filòsof de la Il·lustració.
- Johann Heinrich Schulze (1687-1744), homo universalis.
- Johann Christian Reil (1759-1813), metge i fundador de la psiquiatria moderna.
- Friedrich Schleiermacher (1768-1834), teòleg i filòsof de la Il·lustració
- Martí Luter (1483-1546), teòleg i reformador religiós.
- Philipp Melanchthon (1497-1560), filòsof, teòleg i reformador religiós.
- Abraham Vater (1684-1751), metge i filòsof.
- August Friedrich Pott (1802-1887), lingüista.

- Georg Cantor (1845-1918), filòsof, matemàtic i fundador de la teoria de conjunts moderna
- Emil Adolf von Behring (1854-1917), bacteriòleg, guardonat amb el Premi Nobel de Medicina o Fisiologia (1901).
- Edmund Husserl (1859-1938), filòsof.
- Wilhelm Worringer (1881-1965), historiador de l'art.
- Gustav Hertz (1887-1975), físic, guardonat amb el Premi Nobel de Física (1925).
- Karl Ziegler (1898-1973), químic, guardonat amb el Premi Nobel de Química (1963).

## Estudiants destacats(selecció)
- Miquel Agrícola (1509/1510 (?)-1557), clergue, fundador de l'escriptura en finès.
- Georg Friedrich Händel (1685-1759), compositor del barroc.
- Dorothea Christiane Erxleben (1715-1762), metge, primera dona amb doctorat en Alemanya.
- Johann Reinhold Forster (1729-1798), científic i descobridor.
- Carl Gotthard Langhans (1732-1808), arquitecte i constructor.
- Ludwig Tieck (1773-1853), escriptor i poeta del romanticisme.
- Clemens Brentano (1778-1842), novel·lista i poeta del romanticisme.
- Friedrich Ludwig Jahn (1778-1852), pedagog, conegut com el «pare de la gimnàstica» (Turnvater).
- Achim von Arnim (1781-1831), novel·lista i poeta del romanticisme.
- Joseph von Eichendorff (1788-1857), novel·lista i poeta del romanticisme.
- Heinrich Laube (1806-1884), escriptor, crític literari i director teatral.
- Heinrich Hoffmann (1809-1894), psiquiatre i escriptor alemany, autor del llibre infantil Der Struwwelpeter.
- Oswald Spengler (1880-1936), historiador i filòsof.
- Kurt Schumacher (1895-1952), polític (SPD).
- Hans-Dietrich Genscher (*1927), polític retirat i antany ministre d'Afers estrangers de la RFA.
- Pere Barnils i Giol, filòleg català